# Vaindloo
Vaindloo (švédsky Stenskär, rusky Стеншер) je jeden z estonských ostrovů ve Finském zálivu. Na jeho pobřeží se nachází nejsevernější bod Estonska.

## Geografie
Ostrov leží ve vzdálenosti 27 km od estonské pevniny přibližně severním směrem od města Kunda. Estonské teritoriální vody končí ve vzdálenosti 8 námořních mil od ostrova. Finské pobřeží je vzdáleno 53 km. Ostrov je dlouhý přibližně 600 m a široký 200 m. Tvoří ho převážně štěrkové usazeniny morénového původu. U severního pobřeží se nachází nejvyšší a objemem čtvrtý největší bludný balvan v Estonsku. Jeho šířka dosahuje 10,1 m, obvod 38,6 m a výška 7,7 m.

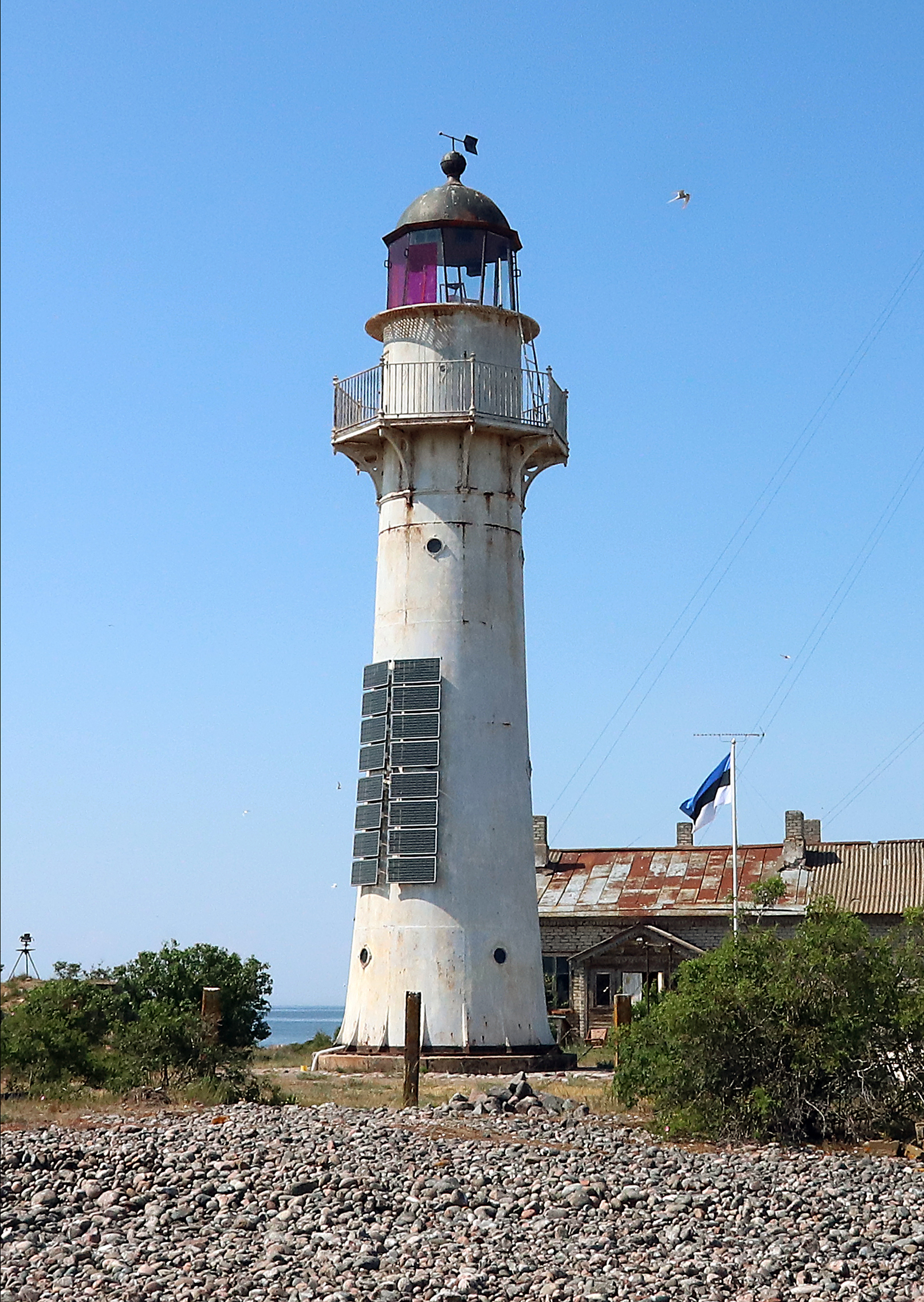
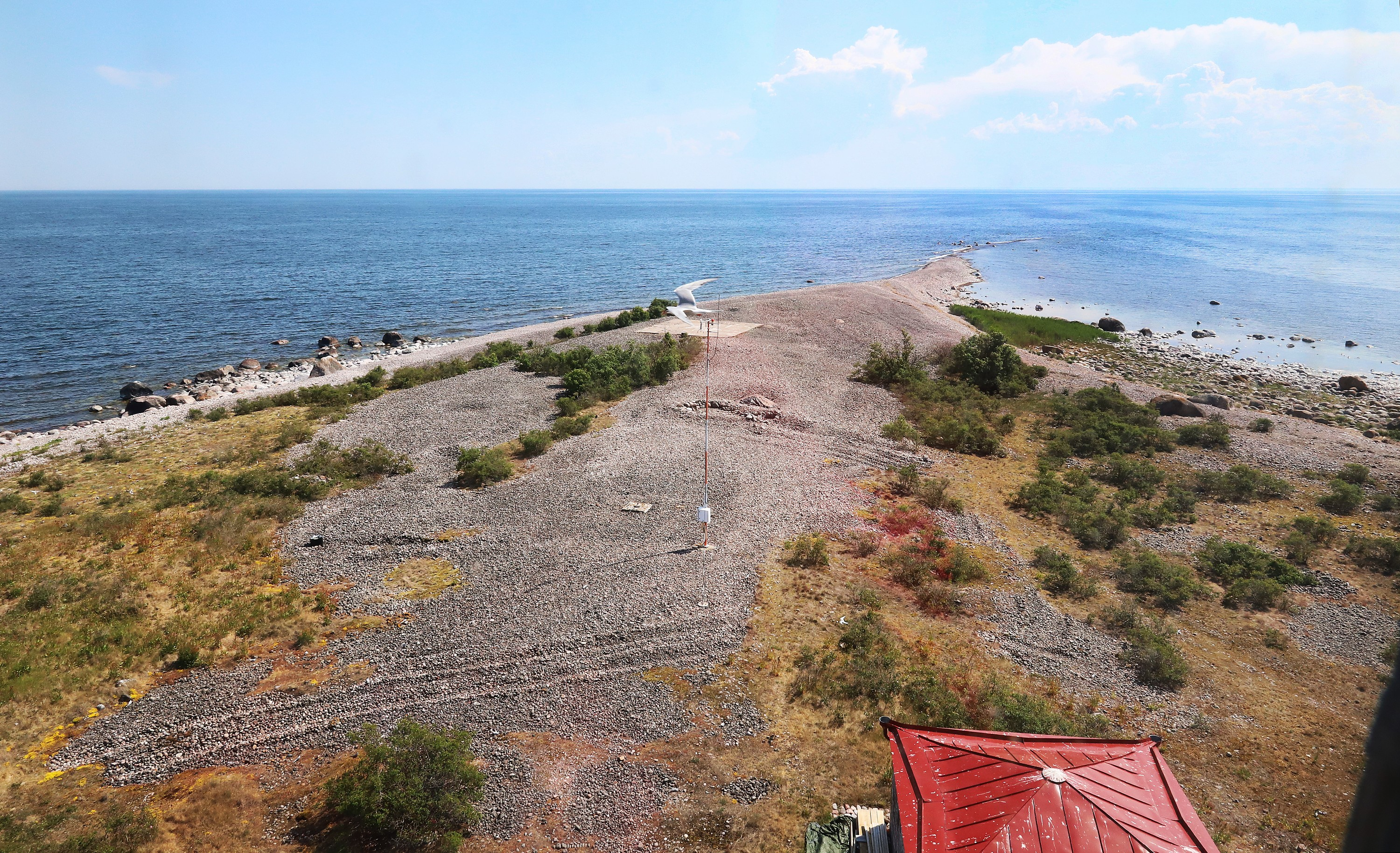
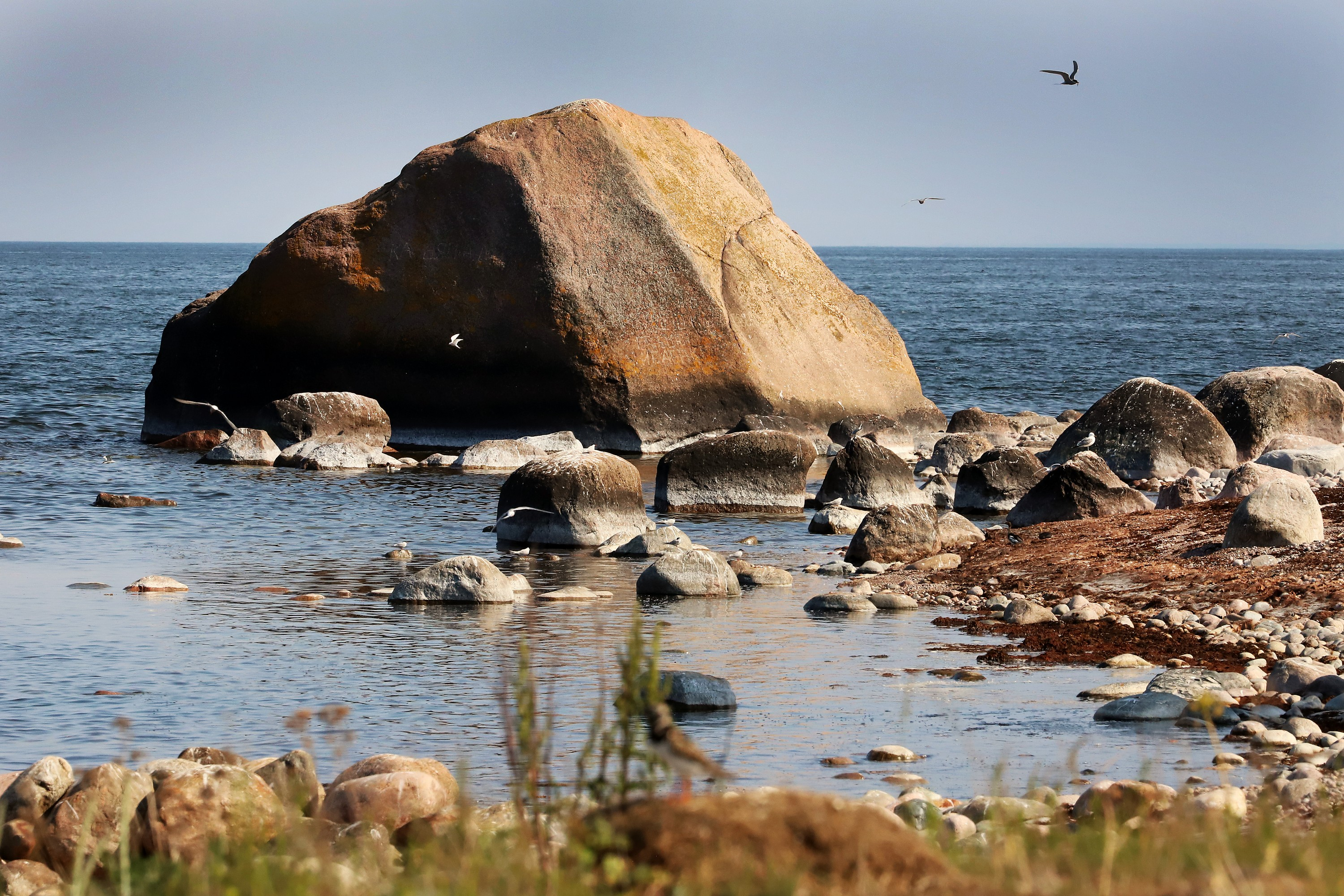
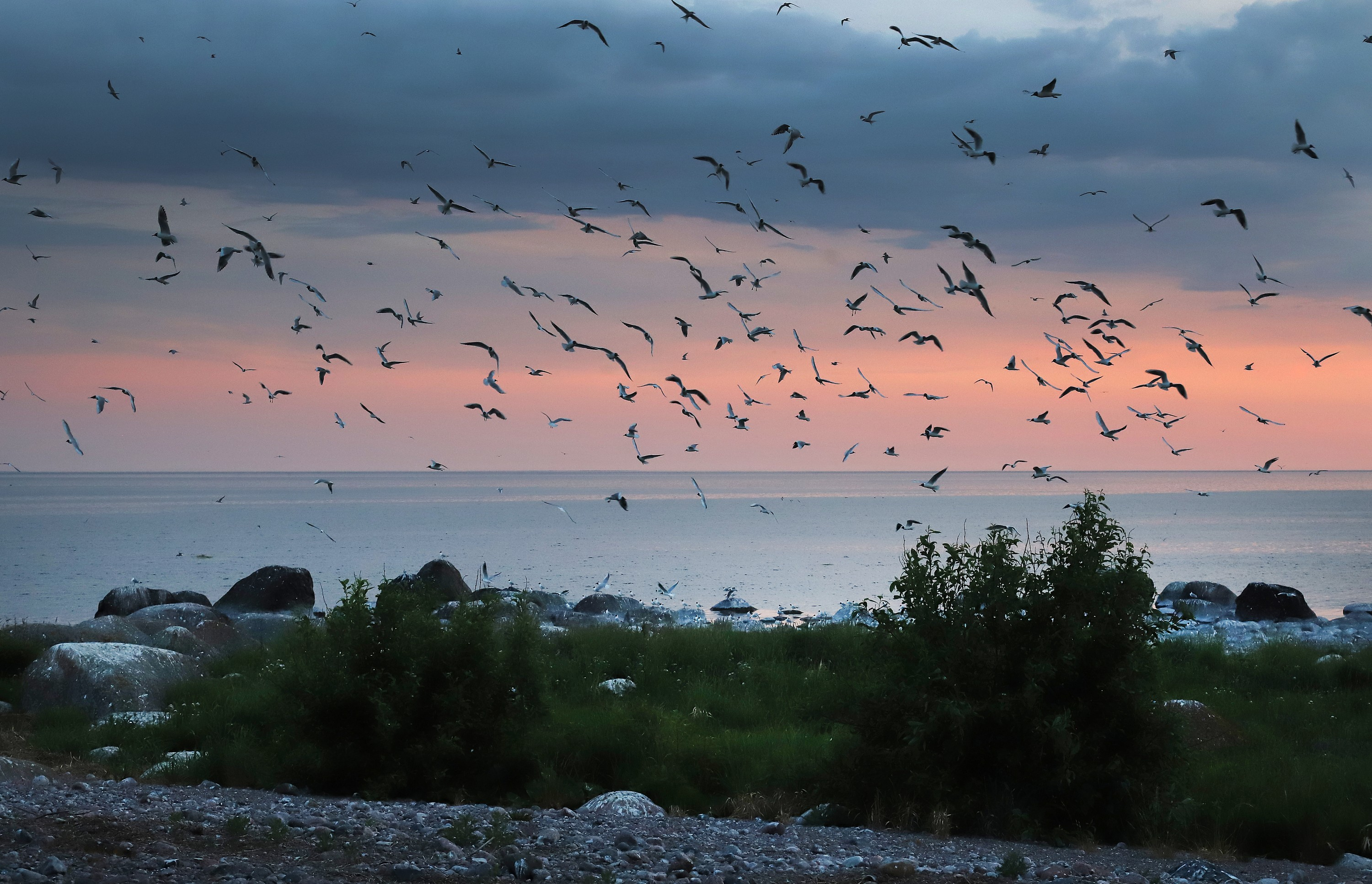

## Dějiny
Odpradávna byl ostrov navštěvován rybáři a lovci tuleňů z obou stran zálivu, kteří zde vybudovali dočasné přístřešky skýtající ochranu před bouřemi. Roku 1718 byl na základě nařízení Petra Velikého na ostrově zřízen dřevěný maják a přistěhovala se sem rodina jeho strážce. Kamenitá půda neposkytovala žádné možnosti k zemědělství a veškeré potraviny se sem museli dovážet. Roku 1871 byl postaven nový maják, tvořený 17 m vysokou litinovou věží. Na věži byl umístěn 328 kg vážící zvon, který sloužil k varování námořníků v případě mlhy. Od roku 1930 se na ostrově nacházelo stanoviště estonské pobřežní stráže, kterou po druhé světové válce nahradili sovětští vojáci. Roku 1994 bylo stanoviště estonské pobřežní stráže obnoveno. Roku 1996 byla na ostrově za účasti prezidenta Lennarta Meriho a britského velvyslance odhalena pamětní deska věnovaná památce britských námořníků, kteří v blízkosti ostrova zahynuli roku 1721 v průběhu severní války

## Současnost
Jedinými obyvateli ostrova jsou příslušníci pobřežní stráže. Obývají malou rekonstruovanou budovu vybavenou technikou k sledování hranice. Elektřinu vyrábí větrná turbína a dieselgenerátor. Pobřežní stráži slouží i 50 m vysoká rozhledna.